# AO World
AO World plc ist ein auf Haushaltsgeräte spezialisierter britischer Online-Versandhändler. Auf dem deutschen Markt war AO von Oktober 2014 bis Juli 2022 mit seiner Tochterfirma AO Deutschland Limited vertreten, die als Unternehmen nach englischem Recht operierte.
Das Unternehmen wurde nach Firmenangaben im Jahr 2001 auf Grund einer Kneipenwette aus dem Jahr 2000 als „Appliances Online“ (übersetzt: „Haushaltsgeräte Online“) von John Roberts in Großbritannien gegründet. 2009 erwarb „Appliances Online“ das Logistikunternehmen „Expert Logistics“ und liefert seitdem die bestellten Waren in Großbritannien selbst an die Kunden aus. Im Jahr 2013 änderte „Appliances Online“ seinen Markenauftritt zu „ao.com“. Seit dem 26. Februar 2014 ist AO an der London Stock Exchange gelistet. AO hat seinen Firmensitz in Bolton, Großbritannien. In Deutschland befanden sich Firmensitz und das Logistikzentrum in Bergheim-Paffendorf. Weitere Logistikstandorte gab es unter anderem in Berlin, Hamburg, Frankfurt und München.
2013 und 2014 wurde ao.com in der Sunday Times jeweils auf Platz 4 der 100 besten mittelständischen Arbeitgeber in Großbritannien gewählt, nachdem es 2011 Platz 63 und 2012 Platz 5 belegte.
Im Juni 2022 gab AO World bekannt, sich aus Deutschland zurückzuziehen. Als Grund wurde eine dauerhaft schlechte Gewinnprognose angegeben. Am 1. Juli 2022 wurde der Webshop auf ao.de deaktiviert.